# Dendrophthoe hallieri
Dendrophthoe hallieri är en tvåhjärtbladig växtart som beskrevs av Danser. Dendrophthoe hallieri ingår i släktet Dendrophthoe och familjen Loranthaceae. Inga underarter finns listade i Catalogue of Life.